# Águilas Club de Fútbol
Maillots
Actualités
L'Águilas Club de Fútbol est un club de football espagnol basé à Águilas. Le club fut dissout en 2010, et dans la foulée, l'Águilas Fútbol Club fut créé et évolue en division régionale de Murcia.
La ville d'Águilas a été l'une des premières à introduire la pratique du football en Espagne. Avec le développement de l'économie locale, grâce à la construction du chemin de fer et aux travaux du port, une petite colonie anglaise s'établit dans la localité dont les buts étaient commerciaux, ce qui popularisa le football en le mettant en pratique sur ses plages dans les années 1880.
Le premier club local à apparaître chronologiquement a été populairement connu sous le nom de « Sporting Club Aguileño » .

## Saisons
| Primera División   | 0  |
| Segunda División   | 0  |
| Segunda División B | 6  |
| Tercera División   | 35 |

## Joueurs célèbres
- Franklin Alves
- David Darmon
- Gregor Balažic
- Manuel Rueda
- Paulino
- Ángel Pindado
- Rufino Segovia
- Antonio Martín
- Tariq Spezie

## Stade

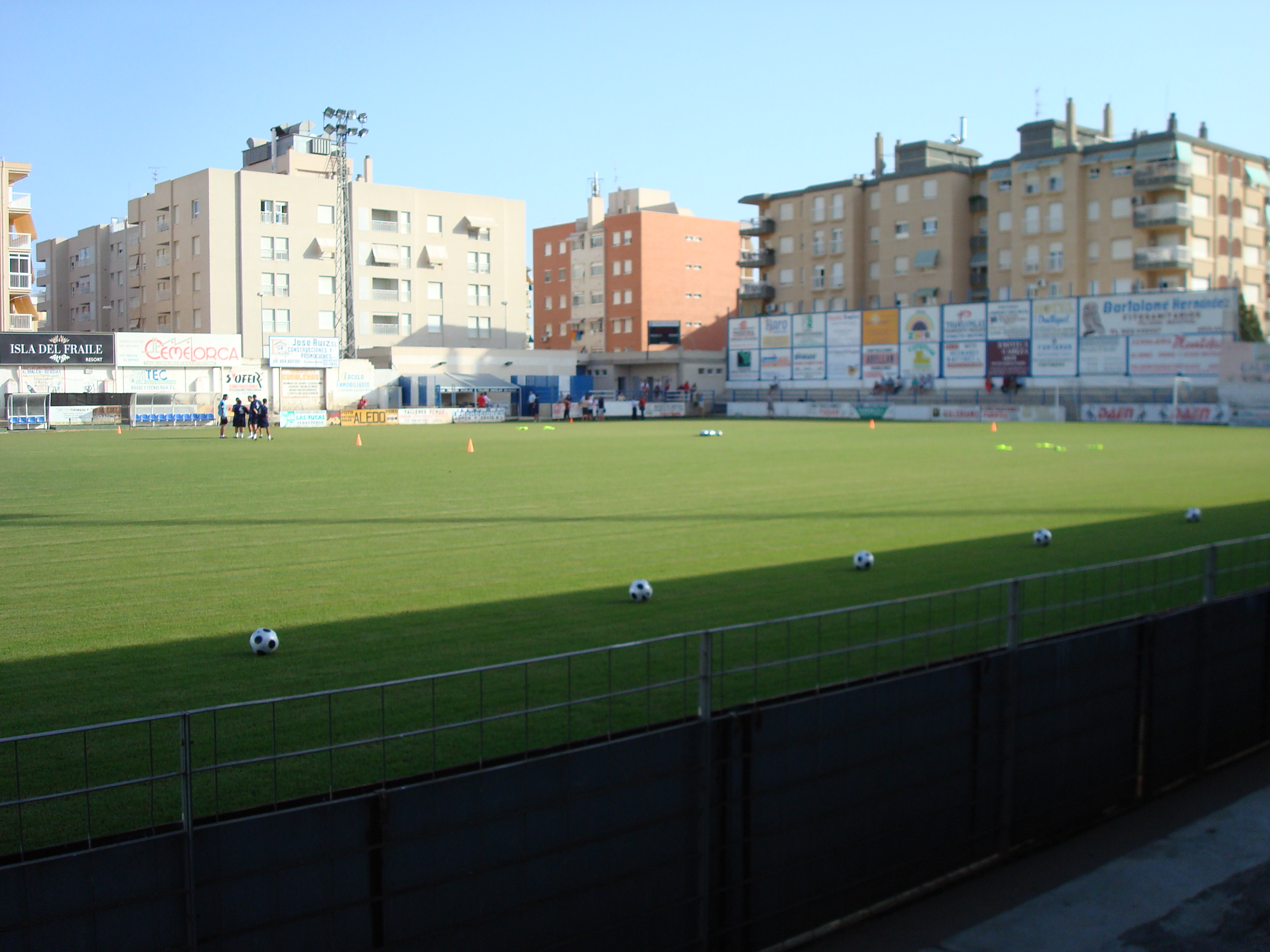
Photo du Rubial et ses alentours en 2009

Le stade de l'équipe s'appelle le Stade El Rubial. Inauguré le 19 janvier 1913, il est officiellement le deuxième plus ancien terrain d'Espagne. 
Il a une capacité de 4000 spectateurs et des dimensions de 95 x 65 mètres.

## Uniforme
T-shirt blanc-bleu à rayures verticales, pantalon bleu et chaussettes blanc-bleu à rayures horizontales.